# Belfast (Maine)
Pour les articles homonymes, voir Belfast (homonymie).
La ville de Belfast est le siège du comté de Waldo, situé dans le Maine, aux États-Unis.

## Personnalités liées
- Bern Porter (1911-2004), artiste, poète et scientifique, y vécut longtemps et y est mort.

## Source
- (en) Cet article est partiellement ou en totalité issu de l’article de Wikipédia en anglais intitulé « Belfast, Maine » (voir la liste des auteurs).